# 傅東飛
傅東飛（英語：Rupert Anthony Wingfield-Hayes，音譯：魯珀特·安東尼·溫菲爾德-海耶斯，1967年—）是一名英國記者，現任BBC駐臺北亞洲記者。他曾擔任BBC駐東京記者長達十年之久，此前曾在北京、莫斯科和中東地區擔任記者。

## 早年生活
傅東飛於1967年出生於倫敦。 他曾就讀於奇切斯特的盧法主教學校。他曾在赫爾大學攻讀東南亞研究，獲得文學學士學位，並在倫敦大學亞非學院攻讀中國政治和國際關係，獲得文學碩士學位。他在臺北的國立臺灣師範大學學習了兩年中文，並在那裡結識他的日本妻子。他是艾瑞克·海耶斯少將的曾侄孫。

## 職業生涯
傅東飛於1999年起為BBC工作。2000年至2006年，他擔任BBC駐北京記者。2007年，他轉任 BBC 駐莫斯科記者。2010年，他被任命為BBC駐耶路撒冷的中東記者。在中東工作期間，他報導了茉莉花革命、埃及胡斯尼·穆巴拉克下台和利比亞內戰。
解放廣場抗議期間，他在開羅被秘密警察拘留。穆安瑪爾·格達費下台後，他是第一位進入的黎波里的BBC記者。在的黎波里的戰鬥中，他乘坐的車隊遭到親格達費民兵的伏擊。他還報道了巴林反政府示威。
2012年10月，BBC宣布任命傅東飛為駐東京記者。2012年至2022年，傅東飛在東京分社工作，報道BBC的新聞服務，包括BBC的國際新聞頻道BBC世界新聞，以及英國國內的新聞服務。
2013年11月，在強烈颱風海燕襲擊菲律賓獨魯萬市後，傅東飛是第一批在獨魯萬市進行報導的外國記者之一。
2016年5月，傅東飛在北韓被拘留，最終被驅逐出境，原因是官員認為他對北韓領導人金正恩的描述有失尊重。傅東飛、他的攝影師和製片人被逮捕並被盤問了八個小時，然後被送往機場飛往北京。BBC當時在平壤報道三位諾貝爾獎得主的訪問，是朝鮮勞動黨第七次代表大會前朝鮮代表團成員之一。專家稱傅東飛「非常幸運」能夠迅速獲釋，而且只是被驅逐出境，因為他們確信唯一能夠批准釋放他的人就是金正恩本人。

## 外部連結
- Foreign policy blogs 2009